# チェルシー舞花
チェルシー舞花（チェルシーまいか、本名：トンプソンチェルシー舞花、1989年3月11日 - ）は、日本のファッションモデル。東京都出身。エトレンヌ所属。

## 来歴
アメリカ人の父と日本人の母を持つハーフ。右目下に三連のほくろがあるのが特徴。武蔵野美術大学映像学科卒業。
中学時代より写真を趣味とし、高校では写真部の部長をつとめていた。自身の撮影による写真集も刊行している。

## 出演

### テレビ
- Beポンキッキ（BSフジ、2008年 - 2011年レギュラー）※水色のリスの衣装で出演
- Beポンキッキーズ（BSフジ、2011年 - 2017年レギュラー）※同上
- モノコト駄菓子屋（BSフジ、2008年）
- ねまきでアート（NHK BSプレミアム、2014年 - 不定期放送）

### CM・広告
- クレアラシル
- 日本マクドナルド「三角チョコパイ」
- ネスレピュリナペットケア「フリスキー」
- リクルート「新とらばーゆ」
- スバル「エクシーガ（エコカラス篇）」
- アサヒフードアンドヘルスケア「スープカフェ」（トレインチャンネル広告）
- 兵庫県競馬組合「そのだ金曜ナイター」
- KOSE「ビューティプロファイル」
- なんばCITY
- ユニクロ
- 靴下屋
- マロニエファッションデザイン専門学校
- ジュエルジュエラ（ウエニ貿易）
- キユーピー「彩りプラス（ふれふれ、サラダ。篇）」
- 三井不動産レジデンシャル
- 無印良品「MUJI to Relax」

### PV
- スピッツ「さわって・変わって」「ルキンフォー」
- MICRON' STUFF「STROBO」
- フジファブリック「パッション・フルーツ」
- チュール「微笑んでみるだけで」

## 書籍

### 写真集
- スマイルカメラ（ワニブックス、小林基行）
- 青春～トーキョースクールガール（朝日出版社、小林基行）
- エバーグリーン（主婦と生活社、小林基行）

#### 写真作品集（本人撮影）
- 0708（パワーショベルブックス）
- LOVEフォト1 渋谷篇（マトイパブリッシング）

### 本
- シャッター&ラブ-10人の女性写真家たち（INFASパブリケーションズ）
- 豆千代の着物ア・ラ・モード（小学館）
- モノコト駄菓子屋～チェルシー舞花の「雑貨とくらす」毎日～（扶桑社）

### 雑誌
- 花椿
- hinism
- SPUR
- CUTiE
- Zipper
- JILLE
- mini
- Spring
- 宣伝会議
- Spoon.
- Pretty Style

他多数

## CD
- わたしのガーデン（南明奈とのデュエット、2009年6月1日・フジテレビKIDS WEB SHOP限定販売）